# Anthidium palmarum
Anthidium palmarum är en biart som beskrevs av Cockerell 1904. Anthidium palmarum ingår i släktet ullbin och familjen buksamlarbin. Inga underarter finns listade.

## Beskrivning
Som de flesta medlemmar av släktet är arten svart med gula band på bakkroppen. Åtminstone den kalifornska populationen har ofta blekröda ben, svart mellankropp och de gula banden avbrutna till rader av gula fläckar.

## Ekologi
Anthidium palmarum håller framför allt till i öknar, men förekommer även i låglänta dalgångar. Födomässigt är den en generalist, som besöker blommande växter från flera olika familjer, som korgblommiga växter, katalpaväxter, strävbladiga växter, ärtväxter och kransblommiga växter. Arten förefaller dock ha en förkärlek för facelior ur familjen korgblommiga växter.
Arten är ett solitärt, det vill säga icke samhällsbildande bi där varje hona själv sörjer för sin avkomma. Honan klär larvcellerna med bomullsliknande hår som hon hämtar från växter.

## Utbredning
Arten förekommer i västra Nordamerika som västra Texas, New Mexico, Arizona, södra Nevada och södra Kalifornien i USA samt norra och mellersta Mexiko.